# Амбатумена
Амбатумена (на малгашки: Ambatomena) е община (каоминина) в Мадагаскар, провинция Антанариву, регион Вакинанкарача, окръг Анцирабе II. Населението на общината през 2001 година е 19 084 души.